# Plave
Plave este o localitate din comuna Kanal ob Soči, Slovenia, cu o populație de 376 de locuitori.